# Karten (vid Lövö, Kimitoön)
Karten är en ö i Finland. Den ligger i Skärgårdshavet och i kommunen Kimitoön i den ekonomiska regionen  Åboland i landskapet Egentliga Finland, i den sydvästra delen av landet. Ön ligger omkring 51 kilometer söder om Åbo och omkring 140 kilometer väster om Helsingfors.
Öns area är 2 hektar och dess största längd är 200 meter i sydöst-nordvästlig riktning.